# Stephen Pate
Stephen Pate (Melbourne, 24 de gener de 1964) va ser un ciclista australià, que va destacar el ciclisme en pista. Va combinar diferents proves com la Velocitat, el Keirin, el Tàndem o el Madison.
Guanyador de nombroses medalles als Campionats del Món, durant el Campionat de 1991, se li va retirar la medalla de bronze guanyada, per donar positiu per estanozolol, en un control.

## Palmarès en pista
- 1988
  -  Campió del món de velocitat
- 1993
  - 1r als Sis dies de Nouméa (amb Tony Davis)
- 1995
  -  Campió d'Austràlia de Madison (amb Scott McGrory)
- 1997
  -  Campió d'Austràlia de Madison (amb Brett Aitken)
- 1998
  -  Campió d'Austràlia de Madison (amb Matthew Allan)
- 2000
  -  Campió d'Austràlia de Madison (amb Baden Cooke)

## Palmarès en carretera
- 1996
  - Vencedor d'una etapa al Sun Tour
- 1997
  - Vencedor d'una etapa al Sun Tour